# 1229
Năm 1229 là một năm trong lịch Julius.